# Bogdan Kowalczyk
Bogdan Kowalczyk (* 12. August 1946 in Warschau) ist ein ehemaliger polnischer Handballspieler und Handballtrainer.

## Spielerlaufbahn

### Verein
Bogdan Kowalczyk lernte das Handballspielen bei Warszawianka. 1964 gewann der 1,80 m große Torwart mit dem Team die polnische Jugendmeisterschaft. Ab 1965 lief er für KS Warszawianka auf, von 1968 bis 1978 stand er für Śląsk Wrocław im Tor. Bereits ab 1973 arbeitete der Absolvent in Leibeserziehung der Universität Wrocław als Spielertrainer. Mit dieser Mannschaft gewann er von 1972 bis 1978 die polnische Meisterschaft sowie 1969 und 1976 den polnischen Pokal. Im Europapokal der Landesmeister 1977/78 unterlag das Team im Endspiel dem SC Magdeburg mit 22:28.

### Nationalmannschaft
Mit der polnischen Nationalmannschaft nahm Kowalczyk an den Olympischen Spielen 1972 teil. Beim Turnier in München kam er zu zwei Einsätzen und belegte mit Polen den zehnten Platz.

## Trainerlaufbahn
Nach seinen Erfolgen mit Wrocław zog Kowalczyk 1978 nach Island, wo er Víkingur Reykjavík übernahm. Mit dem Hauptstadtklub gewann er 1980 bis 1983 die isländische Meisterschaft. Ab 1983 wurde er zudem zum Nationaltrainer Islands berufen. Mit Islands Männermannschaft erreichte er den sechsten Platz bei den Olympischen Spielen 1984, den sechsten Platz bei der Weltmeisterschaft 1986 und den achten Platz bei den Olympischen Spielen 1988. Für den Gewinn der B-Weltmeisterschaft 1989 erhielt er die höchste Auszeichnung Islands, den Falkenorden im Ritterstand.
Nach dem zehnten Platz bei der Weltmeisterschaft 1990 und 238 Spielen als Nationaltrainer kehrte er nach Polen zurück. Von 1992 bis 1994 trainierte er Polens Nationalmannschaft. Später übernahm er die Teams von KS Warszawianka, Wisła Płock und KS Azoty-Puławy.